# Cladosporium apicale
Cladosporium apicale är en svampart som beskrevs av Berk. & Broome 1875. Cladosporium apicale ingår i släktet Cladosporium och familjen Davidiellaceae.   Inga underarter finns listade i Catalogue of Life.